# دنيس أورورك
دنيس أورورك (بالإنجليزية: Dennis O'Rourke)‏ هو كاتب سيناريو ومخرج أسترالي، ولد في 14 أغسطس 1945 في بريزبان في أستراليا، وتوفي في 15 يونيو 2013 بسبب سرطان.

## وصلات خارجية
- دنيس أورورك على موقع IMDb (الإنجليزية)
- دنيس أورورك على موقع ألو سيني (الفرنسية)
- دنيس أورورك على موقع أول موفي (الإنجليزية)
- دنيس أورورك على موقع قاعدة بيانات الأفلام السويدية (السويدية)
- دنيس أورورك على موقع قاعدة بيانات الفيلم (الإنجليزية)